# Jamie Bowie
Jamie Bowie (né le 1er avril 1989 à Inverness) est un athlète britannique, spécialiste du 400 mètres.

## Biographie

### Palmarès
| Date | Compétition                    | Lieu    | Résultat | Épreuve   | Temps         |
| ---- | ------------------------------ | ------- | -------- | --------- | ------------- |
| 2011 | Championnats d'Europe espoirs  | Ostrava | 1er      | 4 × 400 m | 3 min 03 s 53 |
| 2014 | Championnats du monde en salle | Sopot   | 2e       | 4 × 400 m | 3 min 03 s 49 |

### Records
| Épreuve | Épreuve   | Performance | Lieu       | Date            |
| ------- | --------- | ----------- | ---------- | --------------- |
| 400 m   | Plein air | 46 s 06     | Ninove     | 27 juillet 2013 |
| 400 m   | Salle     | 46 s 58     | Birmingham | 15 février 2014 |